# Sjaak Polak
Sjaak Polak (La Haya, 18 de febrero de 1976) es un entrenador y exjugador de fútbol neerlandés.

## Carrera en el club
Polak, un franco especialista en laterales y tiros libres, jugó anteriormente jugado para Excelsior Rotterdam, FC Twente, y ADO Den Haag. En mayo  de 2008, Sparta anunció que no ampliarían su contrato. Se unió al Twente en enero de 2001 y pasó a recoger la medalla de ganador cuándo Twente ganó el KNVB Copa de 2001 después de una tanda de pealtis (en la que marcó).
Después de eso, Sjaak tuvo varias pruebas, en Austria por ejemplo con Austria Viena y con club suizo St. Gallen, pero sin éxito. Terminó en Israel en juicio con Maccabi Tel Aviv. Maccabi estaba interesado en los servicios de Polak debido a la ascendencia judía, y no contaba como extranjero para el club, gracias a la Ley del Retorno Israelí. Polak tuvo problemas para obtener la documentación necesaria que probara los orígenes judíos de su familia y cuando le dijeron que le pedirían que renunciara a su ciudadanía holandesa, decidió firmar por BV Veendam atrás en su natal, los Países Bajos.

## Carrera como entrenador
Después de terminar su carrera en 2012, Polak comenzó su carrera como entrenador y fue nombrado gerente del equipo de cuarta división RSV Hoekpolder.
En abril de 2014, Polak fue nombrado director del equipo de reserva de Quick Boys para la próxima temporada. Permaneció en el club durante dos temporadas, antes de ser nombrado en RKSV GDA. En noviembre de 2016,  fue nombrado director  de VV SJC para la temporada 2017/18, lo que significaba, que  continuaría en RKSV GDA hasta el final de la temporada. Debido a los resultados decepcionantes, Polak fue despedido el 23 de abril de 2019.

## Honores
- KNVB Ganador 2000–01